# NGC 4078
NGC 4078 = NGC 4107 ist eine linsenförmige Galaxie vom Hubble-Typ S0 im Sternbild Jungfrau. Sie ist schätzungsweise 111 Millionen Lichtjahre von der Milchstraße entfernt.
Das Objekt wurde am 17. April 1863 von Heinrich d’Arrest entdeckt.